# Francesco Tavano
Francesco Tavano (Caserta, Italia, 2 de marzo de 1979) es un exfutbolista y entrenador italiano. Es el entrenador del Tuttocuoio desde 2022. Como futbolista, se desempeñó de delantero y pasó toda su carrera en su país y un año en España, disputó seis temporadas de la Serie A.

## Trayectoria
Francesco "Ciccio" Tavano se formó en las categorías inferiores de la Fiorentina pero no llegó a debutar con el primer equipo ya que fue traspasado en el año 1998 al Pisa de la serie C1 donde apenas estuvo unos meses ya que antes de acabar el año fue de nuevo traspasado, esta vez a la Rondinella de la serie C2.
En su primer año completo en la Rondinella anotó dieciséis goles en treinta y cuatro partidos llamando la atención de los técnicos del Empoli, equipo que por entonces, militaba en la serie B. Tras tres años negativos, en los que no anotó más de tres goles, en la temporada 2004-05, de nuevo en la Serie B, tras el descenso, se convirtió en la gran figura del equipo, al marcar diecinueve goles, colaborando de manera decisiva en el ascenso del club.
Esta vez su racha positiva continuó y en la siguiente temporada, anota dieciocho goles motivo por el cual fue seguido de cerca por Marcello Lippi, seleccionador italiano y por el Valencia CF equipo que pagó por él un monto cercano a los diez millones de euros. En el conjunto español solo disputa tres partidos, todos ellos ingresando como suplente, y se marcha a la AS Roma en el mercado de invierno. Posteriormente, el mismo Valencia CF decidió transferirlo al Livorno, al inicio de la temporada 2007-08, por 5,5 millones de euros. El delantero estaría cuatro años en la institución toscana.
En su primera temporada con la camiseta del "amaranto", se convirtió en el goleador del equipo, pero esto no alcanzó para evitar el descenso. Pese a esto, Tavano decidió quedarse en el club con el objetivo de volver a la máxima categoría del fútbol italiano, algo que consiguió al año siguiente.
Sin embargo, el Livorno no estuvo a la altura de las circunstancias y en la temporada 2009-10 regresa a la segunda división. Francesco Tavano, tampoco tendría una buena temporada, marcando apenas cinco goles, aunque uno de ellos fue importantísimo ya que posibilitó el triunfo del conjunto granate frente a la AS Roma en el Stadio Olimpico.
En su última temporada en el Livorno, Tavano alternó buenas y malas actuaciones, aunque dejando una buena imagen general en los aficionados durante su estadía en el club.
Para la temporada 2011-12, el delantero regresó al Empoli, en una época complicada para el conjunto azul, en la cual logró zafar del descenso a la Lega Pro en las últimas fechas del torneo. Su aporte fue decisivo siendo goleador del equipo con 19 tantos. En la temporada 2013-14, Tavano volvió a ser importante y el Empoli logró el ansiado ascenso a la Serie A, tras acabar en el segundo lugar, detrás del campeón Palermo.
Tras la finalización del contrato con el Empoli, el delantero desembarcó en el Avellino Calcio para el inicio de la temporada 2015-16 de la Serie B.

## Clubes

### Como jugador
| Club                | País   | Año       |
| ------------------- | ------ | --------- |
| Pisa Calcio         | Italia | 1999-2000 |
| Rondinella Calcio   | Italia | 2000-2001 |
| Empoli F. C.        | Italia | 2001-2006 |
| Valencia C. F.      | España | 2006-2007 |
| A. S. Roma (cedido) | Italia | 2007      |
| Livorno Calcio      | Italia | 2007-2011 |
| Empoli F.C.         | Italia | 2011-2015 |
| Avellino            | Italia | 2015-2016 |
| Prato               | Italia | 2016-2017 |
| Carrarese           | Italia | 2017-2020 |
| Prato               | Italia | 2020-2021 |
| Ponsacco            | Italia | 2021-2022 |
| Tuttocuoio          | Italia | 2022      |

### Como entrenador
| Club       | País   | Año           |
| ---------- | ------ | ------------- |
| Tuttocuoio | Italia | 2022-presente |